# Територія держави
Терито́рія держа́ви (лат. territorium — область, територія; від terra — земля) — обмежена кордонами частина земної кулі, що знаходиться під суверенітетом певної держави.

## Міжнародне право
Територія держави в міжнародному праві — визначена на основі норм міжнародного права частина земної поверхні (суходіл, внутрішні акваторії, повітряний простір над ними), на які поширюється виключний суверенітет цієї держави. Це означає, що певна, відокремлена від інших земна поверхня, керується тільки законами певної держави, яка має виключне право користуватися цією землею (територією) на власний розсуд.
Територія держави становить необхідну, й у більшості випадків достатню матеріальну операційну базу для самого її виникнення, існування та розвитку. Територія є певною площинною місткістю, яка утримує на собі всі об'єкти держави: від природно-ресурсних до людських домівок. Та й саме зародження держави можливе лише після відокремлення певної території, що є доволі складними процесом. У межах території держави відбувається неминуче комплексне поєднання найрізноманітніших об'єктів, які починають діяти як єдиний організм.
У межах своєї території держава здійснює територіальне верховенство (тобто вищу і виняткову владу), що становить органічну частину державного суверенітету.
Сучасне міжнародне право забороняє насильницьке захоплення чужих територій, порушення державних кордонів, використання території будь-якої держави без його згоди. Принцип територіальної цілісності і недоторканності держав закріплений у сучасному міжнародному праві, яка допускає можливість зміни меж державної території лише в суворо визначених випадках. Законним є зміна меж державної території, вироблена на основі принципу самовизначення народів і націй.
Міжнародне право визнає також обмін, передачу або поступку державної території на добровільних засадах і в інтересах розвитку мирних добросусідських відносин між державами. Усі територіальні суперечки між державами повинні вирішуватися мирними засобами.

## Склад
До складу території входить власне простір суші, а також острови й архіпелаги у відкритому морі, її надра (до технічно доступної глибини), континентальний шельф, повітряний простір над землею і водною територією, внутрішні і територіальні води (до 12 морських миль). До державної території прирівнюються території посольств, морські, річні, повітряні і космічні кораблі під прапором чи знаком держави, військові кораблі, кабелі та трубопроводи, прокладені у відкритому морі, що з'єднують території держав, технічні споруди на континентальному шельфі або в надрах відкритого моря, навіть якщо вони знаходяться у водах або глибоко на дні виключних морських зон.

### Акваторія
Акваторія держави включає всі води внутрішніх річок та озер, заток і проток, якщо ширина останніх не перевищує 24 морські милі. Наприклад, Туреччині належать морські протоки Босфор і Дарданелли, які з'єднують між собою Чорне та Середземне моря. До акваторії держави також належать води заток, лиманів, бухт, які історично належать тій чи іншій країні, наприклад Бузький чи Дніпровський лимани України. До акваторії (території) держави не включаються територіальні води, які визначаються у 12 миль від морського узбережжя (лінії відпливу). Однак ця акваторія перебуває під повною юрисдикцією держави, до території якої вона прилягає. Більше того, державі належить і вся товща води територіальних вод та надра під їх дном.
Процеси глобалізації та виникнення все нових технічних можливостей експлуатації прилеглих до окремих держав морських акваторій породили проблеми правового характеру з використання морських чи океанічних просторів, де держави здійснюють власні повноваження економічного характеру. Так виникли поняття «прилегла зона», «виключна економічна зона» та «континентальний шельф».
У прилеглій зоні, яка має ширину 24 морські милі, держава має обмежені міжнародним законодавством права для прийняття запобіжних заходів з метою дотримання власних законів, які поширюються на територіальні води. До них переважно належить правове регулювання імміграційних, податкових, митних та інших відносин з іншими державами, організаціями та приватними особами. Значного поширення на нашій планеті набули виключні економічні зони. Їх утвердження почалося наприкінці XX століття, коли багато прибережних держав розпочали широкомасштабне економічне освоєння морських акваторій.
Конвенція з морського права 1982 року надає прибережній державі в зоні 200 морських миль від власної лінії узбережжя виключне право на експлуатацію біологічних і мінеральних ресурсів води, дна і надр. Ця держава також має право споруджувати тут штучні острови, встановлювати бурові платформи, проводити науково-дослідні роботи та здійснювати заходи з охорони, збереження і примноження багатств природного середовища. За іншими державами збережено право свободи судноплавства, польотів над виключними економічними зонами, а також прокладання підводних трубопроводів і кабелів.
Постійно розширюється господарське використання і континентального шельфу. За нормами міжнародного права до нього зараховують 350-мильну зону від узбережжя за умови глибин, які не перевищують 200 м. Якщо ж глибини суттєво більші, то континентальний шельф не повинен простягатися більш як на 100 миль від ізобати 2500 м. Приморська держава хоча й не має жодних суверенних прав на континентальний шельф, але може використовувати доступні їй ресурси.

### Надра
У визначених межах власної території та акваторії держава має виключне право на видобування корисних копалин з надр, товщі води, а також тих, які залягають на морському чи озерному дні. На основі договору-концесїї держава може на певних умовах і на певний термін передавати фізичним або юридичним особам, у тому числі й іноземним, права експлуатації власних надр. По завершенні терміну договору дія концесії припиняється.

### Повітряний простір
Повітряний простір держави — розташований над територією та акваторією держави шар атмосфери (тропосфера, стратосфера й прилегла частина космічного простору). Польоти повітряних об'єктів інших держав над власною територією кожна країна дозволяє на основі спеціальних міжнародних договорів. Держава має право захищати свій повітряний простір у випадку його порушення всіма доступними їй засобами. Космічні кораблі й супутники вільно пролітають над територіями суверенних держав.

## Набуття територій
Підстави для набуття територій держави:
- Окупація (первинне набуття) — тимчасове захоплення території (частини території) однієї держави збройними силами іншої держави і установлення військової адміністрації на захопленій території. Воєнна окупація будь-якої території не означає її переходу під суверенітет держави, що захопила.
- Анексія — захоплення території (частини території) однієї держави збройними силами іншої держави і установлення своєї влади на захопленій території. У сучасному праві це заборонена підстава.
- Цесія (добровільна уступка території). Під цим поняттям розуміють: передачу частини території однієї держави іншій на підставі договору; обмін територіями між державами; нейтралізовану територію; процес передачі території від однієї держави до іншої за рішенням міжнародного судового органу; завойовану територію.
- Набуття за давністю по перебігу тривалого часу.
- Ад'юдикація (судовий чи арбітражний присуд території держави) — територія, яка є тривалий час предметом суперечки між державами; — спосіб зміни статусу території за рішенням міжнародного судового органу; — спосіб зміни статусу території шляхом прийняття закону парламентом; — територія, якою опікується міжнародна організація; — захоплення частини території держави чи її передача за договором про перемир'я.
- Нарощування.

## Просторові характеристики держави
Основними просторовими характеристиками території держави є її розміри, конфігурація території та географічне положення. Всі ці особливості мають неабиякий вплив на значимість держави на політичній карті світу. Чим більша територія, тим значніші ресурсні можливості для розвитку країни. Водночас, якщо ця велика територія розміщена в екстремальних для життя людей і ведення господарства природних умовах, переваги нівелюються.
Велике значення має компактність та нерозірваність території держави. Так, територія США складається з трьох несуміжних між собою територій, які значно віддалені одна від одної. Існують і дуже витягнуті держави, наприклад Чилі, чи держави зі складною конфігурацією (Хорватія). Значною розірваністю території відрізняються держави, які розміщені на архіпелагах (Філіппіни, Індонезія тощо).